# Vespinitocris
Vespinitocris – rodzaj chrząszczy z rodziny kózkowatych i podrodziny zgrzypikowych.

## Zasięg występowania
Przedstawiciele tego rodzaju występują w Afryce Zachodniej i Środkowej.

## Systematyka
Do Vespinitocris należy 6 gatunków i 2 podrodzaje:
- Podrodzaj: Ichneumonitocris Breuning, 1950
  - Vespinitocris ichneumon
- Podrodzaj: Vespinitocris Breuning, 1950
  - Vespinitocris camerunica
  - Vespinitocris dux
  - Vespinitocris morio
  - Vespinitocris sessensis
  - Vespinitocris tavakiliani.